# Джиперс Криперс 3
«Джиперс Криперс 3» (англ. Jeepers Creepers 3) — фильм ужасов режиссёра Виктора Сальвы. Интерквел фильмов «Джиперс Криперс» и «Джиперс Криперс 2». Премьера фильма состоялась 26 сентября 2017 года. Российская премьера состоялась 16 ноября 2017 года.
Третий кинофильм, посвященный персонажу по имени Крипер, который ворует органы у своих жертв ради продления собственной жизни. Первая картина трилогии вышла на экраны в 2001 году, вторая — в 2003-м. Обе киноленты срежиссировал Сальва, который также выступал в роли сценариста.
Несмотря на то, что первые две ленты собрали 122 миллиона долларов в мировом прокате при небольшом бюджете, съёмки откладывались 14 лет. Бюджет первой картины составлял 10 миллионов, а второй 17 миллионов долларов. Студия MGM не верила в возможность заработать на картине, как когда-то не верила в успех оригинального фильма.
«Джиперс Криперс 3» получил преимущественно негативные отзывы критиков и заработал около 7,4 миллиона долларов, став кассовым провалом.

## Сюжет
Фильм начинается с летящего в воздухе сюрикена, который не попадает по цели и врезается в деревянный столб. Нам показывают человека, который убегает от Крипера с мачете в руке. Когда человек достигает дороги, Крипер внезапно падает с неба и улетает с ним. Свидетелем этого становится Кенни Брендон, ехавший навстречу на своей машине. Когда он выходит из машины, с неба падает мачете, а следом отрубленная рука.
В эту же ночь, после событий фильма «Джиперс Криперс» полиция обнаруживает оставленный у участка грузовик Крипера, заполненный мёртвыми телами. Вскоре они обнаруживают, что грузовик оснащён несколькими ловушками, включая металлические прутья, которые появляются сзади, и копье, стреляющее из хвостовой трубы. К участку прибывает шериф Дэн Таштего. При виде грузовика он не верит своим глазам. Сержант Дэвис Таббс рассказывает ему, что случилось. Таштего сообщает ему, что уже сталкивался с Крипером 23 года назад, и что всё, происходящее здесь бывало и прежде. Пока Таббс показывает Таштего место похищения Дэрри, грузовик забирают и отвозят на уничтожение.
Когда Фрэнк и заместитель Лэнг транспортируют грузовик Крипера, хозяин грузовика приземляется на эвакуатор и перерубает цепи. Затем они смотрят, как грузовик выезжает, по-видимому, сам по себе, а Крипер стоит на вершине. Когда грузовик возвращается, Крипер приземляется, хватает Фрэнка и похищает его, а Лэнг застыла от страха.
Утром следующего дня у Гейлен Брэндон видение, в котором к ней приходит её сын Кенни, убитый Крипером 23 года назад. Он предупреждает её, что Крипер скоро вернётся, чтобы забрать то, что принадлежит ему, и убьет всех, кого встретит, включая её и её внучку, Эддисон.
Тем временем Таштего сообщает Таббсу, что он собрал небольшую команду, дабы выследить Крипера и убить его раз и навсегда. Позже группа подростков обнаруживает грузовик Крипера в поле и они пытаются разбить грузовику стёкла, один из мальчиков даже помочился на грузовик, но вдруг задние двери грузовика открываются и подростки находят тела, завёрнутые в мешки. Найдя тела в грузовике, они в ужасе садятся на свои байки и пытаются уехать, но одному из них выстрелило в ногу копьём из хвостовой трубы грузовика Крипера. Пока два парня пытаются освободить его, третий сбежал на мотоцикле, после неудачных попыток освободить товарища, Крипер возвращается и убивает их обоих одним копьём. После убийства Крипер собирается уехать, но унюхал запах мочи, после этого он быстро догоняет пытавшегося спастись юношу и утаскивает его в небо.
Позже, Эддисон отправляется в город, чтобы купить сено для своей лошади. Когда она не может заплатить за него, её друг Бадди Хукс помогает ей, и они едут к плантационному дому, чтобы доставить больше сена. Там они находят владельца и пару других людей, прячущихся под машиной и цистерной, но прежде чем они смогут получить помощь, Крипер прибывает, убивает двоих прячущихся людей и похищает Эддисон, что повергает Бадди в шок. Гейлен обнаруживает мешок с отрубленной рукой Крипера, похороненный в её переднем дворе. Прикоснувшись к руке, она переходит в гипнотическое состояние.
Когда Таштего и Таббс прибывают вместе с командой к дому Гейлен, она рассказывает, что в руке содержатся секреты о происхождении Крипера, и Таштего решает коснуться её, чтобы раскрыть возможный способ его убить. Эддисон просыпается в грузовике Крипера вместе с Кирком (братом подруги), и вместе они пытаются найти выход. Когда Кирк подползает к ручке двери, копьё вырывается из-под сидений и пронзает его голову.
Тем временем Таштего и Таббс обнаруживают местоположение Крипера и отправляются искать его вместе с Майклом (у которого есть пулемёт, прикреплённый к его машине). Они видят, что Крипер едет по шоссе в своём грузовике, но когда стреляют в него, пули рикошетят. Навстречу чудовищу ехал Майкл. После уговоров шерифа не стрелять, которых не было слышно, парень стал палить в грузовик, тем самым погиб от своих же пуль. Затем две маленькие взрывчатки выталкиваются из нижней части грузовика Крипера. Одна попадает под машину Майкла, другая под автомобиль шерифа. После взрыва взрывчатки автомобиль Таштего и Таббса разбивается в поле. Таббс выходит и пытается выстрелить в Крипера, но все его попытки терпят неудачу. Крипер хочет убить Таббса, но Таштего кричит монстру, и вместо этого Крипер идёт за ним. Когда Крипер прыгает в воздух, Таштего несколько раз стреляет в него из пулемёта, но пули не действуют, и налетевший на него Крипер падает на землю вместе с ним. Когда Крипер встаёт, он вынимает топор из головы Таштего и уходит, а Таббс смотрит издалека.
В ту ночь Крипер обнаруживает, что Эддисон все ещё жива, он пытается убить её, но по ошибке попадает в свою ловушку, которая пронзает ему голову. Эддисон выпрыгивает из открытого грузовика и бежит от него через поле. Дезориентированный Крипер не имея возможности бежать и лететь, кидает в неё сюрикен, но Эддисон спотыкается об камень, и сюрикен пролетает в сантиметре от её головы, после этого Крипер возвращается к грузовику и бросает копьё в девушку, но вновь промахивается. Затем он идёт на неё с топором, но его сбивает грузовик, и жертва убегает. Когда водитель грузовика выходит, чтобы узнать, что случилось, его убивает Крипер. Эддисон бежит и прячется в поле, но её обнаруживают Гейлен и Бадди, после чего трое уходят вместе. Затем Крипер возвращается к дому Гейлен, где находит письмо и свою руку, которая выглядит высушенной, в письме говорится «Мы знаем, что ты такое». В ярости Крипер разламывает руку и кричит в гневе.
На следующий день Эддисон прощается с Бадди, когда он отправляется на школьную баскетбольную игру. Он надевает жёлтую куртку и садится в школьный автобус, что является отсылкой к фильму «Джиперс Криперс 2».
Двадцать три года спустя Триш Дженнер записывает видеообращение, призывающее людей сражаться с Крипером, когда тот в скором времени пробудится из спячки. Она клянётся отомстить за смерть брата.

## Роли
- Джонатан Брек — Крипер
- Мег Фостер — Гейлен Брэндон
- Габриэль Хо — Эддисон Брэндон
- Стэн Шоу — шериф Дэн Таштего
- Джойс Жиро — заместитель шерифа Дана Лэнг
- Майкл Пападжон — Фрэнк
- Джордан Сэллоум — Кенни Брэндон
- Райан Мур — Кирк Мэзерс
- Брэндон Смит — сержант Дэвид Таббс
- Честер Рашинг — Бадди Хукс
- Джина Филипс — Триш Дженнер (камео)

## Производство

### Замысел

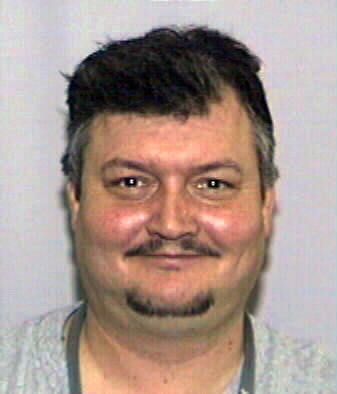
Виктор Сальва

В сентябре 2016 года режиссёр Виктор Сальва пообещал, что грузовик Крипера вернётся на экран в новом фильме, и зрители наконец получат ответы на вопросы: «Что он такое? Откуда пришёл? Почему он делает то, что делает?». В январе 2017 года жительница США опубликовала петицию с просьбой бойкотировать фильм. События в сценарии разворачиваются на следующий день после событий первого фильма. Сценарий под названием «Собор» являлся отдельной историей, не имеющей отношения к сюжету картины. Один из ранних вариантов сценария предусматривал более широкое участие актрисы Джины Филипс.

### Подбор актёров
Изначально в списках актеров числилась актриса Эдриенн Барбо, которая должна была сыграть персонажа по имени Гейлен Брендон, но позднее она заявила в фейсбуке, что больше не принимает участия в съёмках фильма. Однако актриса заметила, что у картины отличный сценарий, и тем зрителям, которым понравились предыдущие фильмы, непременно понравится и этот. Ей на смену пришла актриса Мэг Фостер.
В феврале стало известно, что к актёрскому составу присоединился Брендон Стейси. Он исполнит роль Миллера, который возглавляет группу людей, охотящихся на Крипера. Ещё в январе было известно, что в актёрский состав войдут Джина Филипс и Джонатан Брек, исполнив свои прежние роли. Филипс получит небольшое камео, а Брек исполнит главную роль. Брэндон Смит вернётся на экран в роли сержанта Таббса. Позднее к проекту присоединился Стэн Шоу в роли шерифа.
Стэн Шоу сообщил, что так называемый «Собор» является материалом двенадцатилетней давности и к данной картине отношения не имеет. Мария Дельфина обратила внимание на то, что её персонажа нет в новом фильме, потому что он является приквелом ко второй части.
В мае 2017 года Джина Филипс опровергла слухи о том, что её персонаж занимает лидирующую роль в картине. Актриса также отметила, что с радостью бы вернулась во второй картине серии, однако первоначальный сценарий, который был написан Сальвой, отвергла студия, посчитав его недостаточно страшным.

### Съёмки

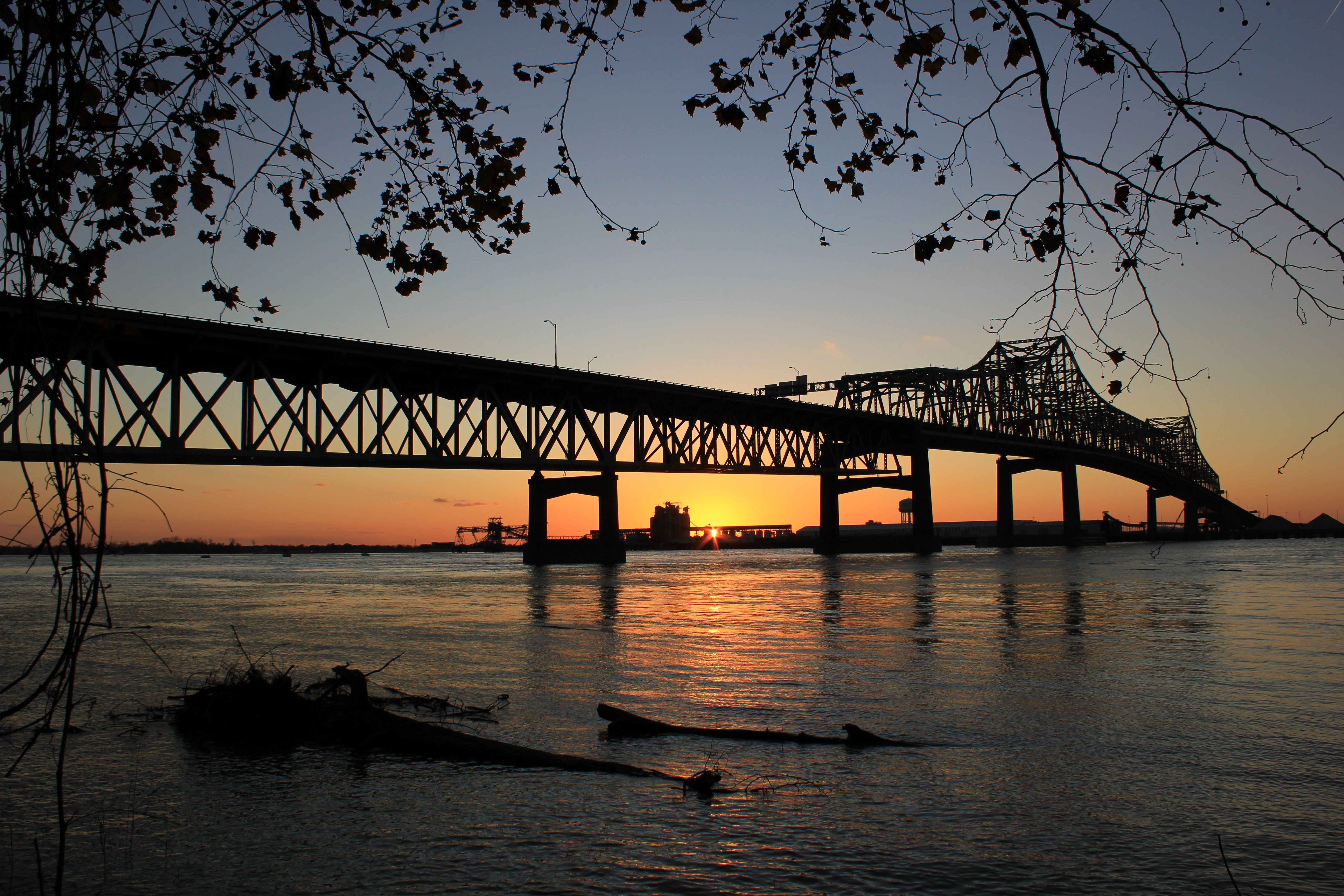
Батон-Руж

После долгих лет слухов и мистификаций было объявлено о начале съемок в 2016 году. Однако съёмки в Канаде были сорваны из-за травли режиссёра в связи с его судимостью. Съёмки картины были перенесены на 20 февраля 2017 года в Батон-Руж, Луизиана. В марте 2017 года Виктор Сальва сообщил о том, что писать сценарий и руководить съёмками нового фильма серии по прошествии десяти лет было невероятно захватывающе, и он надеется, что поклонникам понравится, и они захотят большего. Он также отметил, наиболее пугающие эпизоды картины «догонялок с Крипером» уже отсняты. Он пообещал, что скоро зрители увидят новую ужасающую главу истории. Для создания образа Крипера был вновь приглашён художник по специальному гриму Элвис Джонс, работавший над его оригинальным образом в фильме 2001 года. Вскоре после того, как была завершена основная часть съёмок, во время постпродакшна Элвис скончался. Фильм было решено посвятить его памяти. 2 апреля 2017 съёмки фильма были завершены.

### Прокат
Премьерный показ фильма состоялся 26 сентября 2017 года. В России в прокат фильм вышел 16 ноября.
Телевизионная премьера состоялась в США на телеканале «SyFy» 28 октября 2017 года. Фильм просмотрели 1 миллион 372 тысячи телезрителей.

## Критика

### Сборы
Фильм имел ограниченный прокат в кинотеатрах и в основном демонстрировался как двухдневная премьера в некоторых кинотеатрах. За ограниченный двухдневный прокат третий фильм собрал 2,2 миллиона долларов в США и чуть более одного миллиона долларов на других территориях, на общую сумму в 4 миллиона долларов по всему миру. Фильм был показан в 635 кинотеатрах во вторник, 26 сентября, и занял третье место в дневном рейтинге кассовых сборов после «Kingsman: Золотое кольцо» и «Оно». Помимо театрального показа, фильм заработал почти 3,5 миллиона долларов с продаж видеоносителей, куда входят DVD и Blu-Ray.

### Критическая реакция
«Джиперс Криперс 3» получил преимущественно негативные отзывы критиков.  Многие критики сочли фильм разочаровывающим по сравнению с предыдущими частями. В минусы включали слабое повествование, спецэффекты и отсутствие развития персонажей. Некоторые критики также выразили обеспокоенность по поводу противоречивой личной истории режиссёра фильма. На Rotten Tomatoes фильм имеет рейтинг одобрения 17 % на основе шести обзоров и средневзвешенный рейтинг 3,8/10.
Адам Дилео из IGN написал: «Непримечательная часть культовой франшизы, Джиперс Криперс 3 предлагает фанатам слишком мало, чтобы радоваться. Хотя монстр по-прежнему правит своим участком просёлочной дороги и неба над ним, остальная часть фильма терпит крах», в то время как Эрни Тринидад дал фильму две звезды из пяти, заявив, что он «не воплотил в жизнь то, чего ожидали фанаты, и не дал достаточного стимула, чтобы хотеть вернуться за неизбежным продолжением». Тринидад также считает, что дневная обстановка в фильме привлекла внимание к низкому качеству компьютерной графики и гримированию.

## Перезагрузка
Уже в мае 2017 режиссёр сообщил, что написал сценарий для четвёртого фильма, действие которого развернётся сразу после второй картины. Джине Филипс которой довелось ознакомиться с текстом, он очень понравился.
В дальнейшем сценарий четвёртого фильма вырос настолько, что стал двенадцатичасовым. Теперь в планах Виктора Сальвы съёмка телесериала «Джиперс Криперс: Собор», по этому поводу он ведёт переговоры с телеканалом «SyFy».
24 февраля 2021 года было объявлено, что четвёртый фильм без участия Сальвы будет выпущен Screen Media Films под названием «Джиперс Криперс: Возрождённый». Автор сценария Шона Майкла Арго и режиссёр Тимо Вуоренсола. Проект служит «перезапуском» сериала и первым фильмом новой трилогии. Фильм стал предметом судебного иска со стороны Myriad Pictures , которая утверждала, что всё ещё владеет правами на франшизу и не была уведомлена о производстве фильма, а также объектом широкой критики от журналистов.